# Jaroslav Černík
Podplukovník Jaroslav Černík (6. prosince 1894 Lhota pod Libčany – 26. prosince 1971) byl legionář, důstojník československé armády a odbojář během druhé světové války.

## Život

### Mládí a první světová válka
Jaroslav Černík se narodil 6. prosince 1894 ve Lhotě pod Libčany na královéhradecku. Mezi lety 1910 a 1914 vystudoval obchodní akademii v Hradci Králové, na podzim 1914 prodělal tamtéž výcvik u mysliveckého praporu, přes následující zimu pak absolvoval důstojnickou školu. V březnu 1915 byl raněn na ruském bojišti. Během léta 1916 bojoval na ruské frontě, v Albánii a na italské frontě. 7. srpna 1916 byl zajat a 6. prosince téhož roku se přihlásil do československého zahraničního vojska. V březnu 1918 byl zařazen jako velitel čety k výzvědnému pluku a postupně dosáhl hodnosti nadporučíka.

### Mezi světovými válkami
Po návratu do Československa v prosinci 1918 sloužil jako velitel čety v Komárně a Nových Zámcích a zúčastnil se bojů s Maďary. V roce 1919 byl povýšen na kapitána a v roce 1920 přeložen do Vimperka, kde byl mezi lety 1923 a 1930 velitelem cyklistické roty, přičemž se dále vzdělával. V roce 1930 byl přeložen do Třeboně do pozice zástupce velitele praporu a v roce 1933 již v hodnosti majora do Jindřichova Hradce. V roce 1936 absolvoval kurz pro velitele oddílů a poté byl jmenován velitelem praporu Stráže obrany státu v Jindřichově Hradci a zároveň vojensko-technickým referentem u hlavního okresního úřadu tamtéž.

### Druhá světová válka
Po okupaci a likvidaci armády pracoval u okresního úřadu v Českých Budějovicích, poté jako referent u mlékařského družstva. Od roku 1939 byl zapojen do odbojové organizace Maffie, kde pomáhal při přepravě osob do zahraničí. Byl ve styku z četnickou stanicí ve Strážkovicích a měl za úkol varovat osoby, proti kterým byl chystán zásah. Měl podíl na sabotážích v torávně na letecké součástky ve Velešíně, organizoval oddíl provádějící destrukce na železnici a podporoval rodiny perzekvovaných. V roce 1940 jej vyšetřovalo Gestapo kvůli distribuci letáků. Květnových událostí v roce 1945 se zúčastnil jen okrajově kvůli zánětu žlučníku.

### Po druhé světové válce
Po rekonvalescenci nastoupil jako přednosta 4. oddělení 5. pěší divize, v roce 1947 byl povýšen na podplukovníka. Zdravotní problémy ale přetrvávaly a proto byl 1. února 1949 přeložen do výslužby. Poté pracoval jako účetní v mlékárnách v Českých Budějovicích a bydlel v Hůrce. V roce 1953 mu byl komunistickým režimem z ideologických důvodů snížen důchod. Jaroslav Černík zemřel 26. prosince 1971 a jeho urna je uložena v rodinné hrobce v Českých Budějovicích.

## Rodina
Jaroslav Černík se v roce 1925 oženil s Emilií Kithierovou, ale manželství zůstalo bezdětné. Měl sestru a čtyři bratry z nichž dva padli během první světové války. Bratr František bojoval v legiích v Rusku.